# Copeland (banda)
Copeland é uma banda de indie rock norte-americana, surgida no ano de 2000 na cidade de Lakeland, na Flórida. Letras levemente lúgubres envolvidas em melodias serenas tornavam Copeland tão singular e ao mesmo tempo tão majestoso. Copeland foi fundada pelo vocalista Aaron Marsh e o então baixista James Likeness, a banda lançou seis álbuns desde o início de sua trajetória.

## História

### Inicio,Beneath Medicine Tree\Know Nothing Stays The Same(2002 - 2004)
Com a produção de Matt Goldman a banda lançou em 2001 um EP junto com a banda Pacifico. Em 2002 eles assinaram com a gravadora independente The Militia Group e lançaram seu álbum de estréia Beneath Medicine Tree no ano seguinte. O álbum conta com a produção de Goldman e Jonathan Bucklew entra no lugar de Fuller. 
Marsh revelou que esse álbum foi inspirado por duas tragédias em sua vida: a hospitalização de sua namorada em sua luta contra o lúpus, e a morte de sua avó. Por essa razão ele apresenta uma forte temática médica. O encarte do disco conta com diversas fotos tiradas por Likeness no Hospital Geral de Tampa, Flórida.
Após o lançamento o grupo fez turnês com The Juliana Theory, Mae, Hopesfall, Switchfoot, e The Early November.

Em 2004, foi lançado mais um EP, intitulado Know Nothing Stays The Same, composto apenas por covers de artistas como Phil Collins, Stevie Wonder e Billy Joel.

### In Motion(2005)
Em Março de 2005 a banda lançou seu segundo álbum In Motion que estreou em 115º no Billboard's Top 200 Albums Chart. Na produção Goldman e Marsh. Ken Andrews fez a mixagem. As primeiras cópias lançadas incluíam um EP acústico com quatro canções dos dois álbuns da banda.
O álbum conta com uma postura completamente diferente da banda, que apresenta músicas mais pesadas e trabalhadas. Marsh afirmou que com o Beneath Medicine Tree, quis fazer uma gravação que mexesse com as pessoas, enquanto que com o In Motion, quis fazer uma gravação que fizesse as pessoas se mexerem.

### Eat, Sleep, Repeat\Dressed Up & In Line(2006 - 2007)
Em Outubro de 2006, foi lançado o terceiro álbum da banda, Eat, Sleep, Repeat. Bem recebido por fãs e pela critica, o álbum não altera muito o curso desde In Motion, como dito pela banda no My Space: "Não fizemos nenhuma mudança drástica no estilo das músicas... esperamos apenas que mais pessoas possam ouvi-las". Em 2007, foi lançado um disco especial intitulado Dressed Up & In Line, composto por covers, assim como Know Nothing Stays The Same, porém, não somente de covers como também de músicas próprias da banda remixadas e também algumas músicas inéditas. Em julho de 2007, James resolveu deixar o Copeland.

### You Are My Sunshine(2008 - 2009)
Em 2008, Copeland assinou com a gravadora cristã Tooth & Nail Records, oque geraram rumores de que a banda era também cristã. Aaron Marsh revelou: "Temos cristãos na nossa banda, mas nosso objetivo não é ministrar, e conotações religiosas não são o foco da banda". O quarto álbum de estúdio, You Are My Sunshine foi lançado em Outubro e teve ainda mais sucesso do que Eat, Sleep, Repeat. Algumas faixas contaram com o vocal feminino de Rae Cassidy Klagstad. Dois dias após ser lançado, o álbum já alcançava a 9ª posição na lista de álbuns mais desejados no iTunes. Em 27 de Janeiro de 2009, o álbum ganhou uma versão em vinil.
No dia 29 outubro de 2009, o grupo anunciou no MySpace o que seria a carta de despedida, porque o Copeland havia chegado ao seu fim. Marsh fez questão de deixar claro que isso não ocorreu por nenhuma briga ou qualquer outro tipo de desentendimento.
Ixora (2014)
Após quase seis anos sem lançar novas músicas, em 1º de Abril de 2014, logo após ter anunciado no final de 2013 junto à revista Music For the Soul que poderia haver reuniões para gravações, Copeland anuncia o quinto álbum de inéditas da banda, Ixora. O álbum conta com os mesmos membros da formação pré-hiato: Aaron Marsh, Bryan Laurenson, Stephen Laurenson, e  Jonathan Bucklew. Foi produzido por Aaron Marsh em seu estúdio em Lakeland, FL, o The Vanguard Room Seu Lançamento foi em Novembro de 2014. 
Blushing (2019)
Em 5 de dezembro de 2018, a banda anunciou pelas suas redes sociais seu sexto álbum de estúdio, intitulado Blushing. O álbum foi lançado dia 14 de fevereiro de 2019. As faixas que compõem Blushing mostram a banda continuando a explorar gêneros musicais, puxando várias influências estilísticas como eletrônica e sinfônica, e levando cada som e estilo ao seu extremo lógico."Queríamos pegar todos os elementos que compunham o nosso som no passado e empurrar esses elementos mais longe", diz Aaron Marsh. "Então, o rock se torna mais rock do que nós estivemos no passado. Se nós pegamos elementos de tons sinfônicos, vamos agora ser muito sinfônicos. Quando estamos sendo eletrônicos, somos muito eletrônicos. Queríamos enfatizar cada elemento de soar mais forte, como uma versão exagerada do som do Copeland. Poderíamos ser cada coisa individualmente, empurrando cada faceta de nossa arte de uma maneira mais focada ".

## Membros

### Integrantes atuais
- Aaron Marsh: vocal, guitarra, baixo, piano (2000 - presente)
- Bryan Laurenson: guitarra (2000 - presente)
- Stephen Laurenson: guitarra (2008 - presente)

### Ex-integrantes
- James Likeness: baixo (2000 - 2007)
- Thomas Blair: guitarra (2001 - 2001)
- Rusty Fuller: bateria (2000 - 2001)
- Jonathan Bucklew: bateria (2001 - 2014)

## Discografia

### Álbuns de estúdio
- Beneath Medicine Tree (2003)
- In Motion (2005)
- Eat, Sleep, Repeat (2006)
- You Are My Sunshine (2008)
- Ixora (2014)
- Ixora Twin (2014)
- Blushing (2019)

## EPs
- Know Nothing Stays the Same (covers) (2004)
- The Grey Man EP  (2009)